# Bài ca sư phạm
Bài ca sư phạm (tiếng Nga: Педагогическая поэма) là một cuốn tiểu thuyết nổi tiếng, quan trọng nhất trong sự nghiệp của nhà giáo dục, nhà văn Anton Semyonovich Makarenko. Tác phẩm chất chứa nhiều kinh nghiệm quý báu, những suy tư trăn trở của một người thầy đảm trách công việc giáo dục trẻ phạm pháp, mà tác giả của nó đã gắn bó trong suốt 20 năm ở các trường giáo dưỡng.
"Bài ca sư phạm" (1933 - 1935), tác phẩm xuất sắc của người thầy giáo hết lòng yêu trẻ, yêu nghề Anton Makarenko mãi mãi gợi lên trong lòng chúng ta những suy ngẫm về thực chất, phương thức của nền giáo dục Xã hội chủ nghĩa.

## Nội dung
"Bài ca sư phạm - đó là bài ca của tất cả cuộc đời tôi…" - tác giả thổ lộ trong một bức thư gửi Maksim Gorky. Nội dung tác phẩm cũng thật giản dị: những chuyện xảy ra trong một trại giáo dưỡng dành cho trẻ em hư hỏng, phạm pháp; do chính Makarenko phụ trách từ năm 1920. Những câu chuyện được người trong cuộc thuật lại vừa thắm đượm tình thương yêu con người, vừa nhuốm chất hài hước hóm hỉnh, đưa người đọc đến với một cuộc sống sinh động, nhiều mặt của bầy trẻ và nhiệm vụ khó khăn vất vả nhưng cũng đầy lý thú của một nhà sư phạm - người thầy giáo kiên trì lý tưởng giáo dục Cộng sản chủ nghĩa. Cảm hứng khẳng định mạnh mẽ chủ nghĩa nhân đạo tích cực Xã hội chủ nghĩa, phản bác kiên quyết thái độ tiêu cực, thờ ơ đối với con người, chính là mạch tư tưởng, tình cảm quán xuyến toàn bộ tác phẩm.

## Đánh giá
"Nhìn thấy cái tốt trong mỗi con người bao giờ cũng là một việc khó !" - Makarenko viết. Với những hoạt động hàng ngày của con người trong cuộc sống, hơn nữa lại là cuộc sống ở một tập thể không lành mạnh, quả là hầu như không thể tìm ra mặt tốt, bởi nó đã bị che lấp bởi cuộc giành giật hàng ngày, chìm nghỉm giữa những va chạm mỗi ngày. Cần phải biết thiết kế cái tốt trong mỗi con người, nhà sư phạm chính là người mang trọng trách đó. Nhà sư phạm phải đến với con người bằng một giả thiết lạc quan, mặc dầu đó là giả thiết có nguy cơ bị lầm lẫn". Phải thiết kế cái tốt trong con người - trong việc giáo dục những em thiếu nhi hư hỏng, phạm pháp tưởng chừng đã trở thành thứ rác rưởi vứt đi. Makarenko kiên trì phương châm đó. Không phải chỉ đưa các em trở thành những công dân bình thường, không gây tác hại nguy hiểm cho cuộc sống chung, mà phải giáo dục, biến đổi bầy trẻ thành những công dân tích cực.
Makarenko tin tưởng phương hướng của mình là đúng đắn vì ông nhìn nhận toàn bộ hoạt động của trại giáo dưỡng trong mối quan hệ chặt chẽ với những biến đổi to lớn đang diễn ra trên toàn quốc - đó là sự thắng thế từng ngày của công cuộc xây dựng chủ nghĩa Xã hội.
"Cần phải đào tạo con người mới theo cách mới" - đó là nguyên tắc giáo dục của người thầy lỗi lạc Makarenko. Không phải là nhấn chìm lũ trẻ với những lầm lạc trong quá khứ mà phải biết khơi dậy - thức tỉnh - động viên - ủng hộ những mầm mống của nhân phẩm chân chính, tốt đẹp. Phải có phương thức, biện pháp cụ thể để "thiết kế cái tốt" trong mỗi bản thân con người. Quá trình xây dựng trại giáo dưỡng thành một tập thể đoàn kết, tổ chức cuộc sống lao động, sáng tạo - đó là biện pháp hàng đầu của Makarenko. Quá trình đó cũng là cơ sở nội dung tác phẩm Bài ca sư phạm. Dõi theo tiến trình biến đổi của trại, vận mệnh của tập thể, chúng ta dõi theo những bước trưởng thành trong ý thức, tâm lý của những cá nhân đã từng là "phần tử bất hảo" như Burun, Karabanov, Volokhov… Vận mệnh của từng cá nhân gắn bó với vận mệnh tập thể.
Bài ca sư phạm - một bài ca hiện thực, trữ tình ca ngợi sức mạnh tốt đẹp của tập thể, phản ánh sâu sắc mục đích cao cả của chủ nghĩa Xã hội - không ngừng mở ra trước mắt mỗi con người những tiền đồ rộng lớn, tốt đẹp. "Con người không thể sống trên đời nếu không có chút niềm vui nào ở phía trước. Động lực chân chính của cuộc sống con người là niềm hứng khởi của ngày mai !". Niềm vui đó không ngoài mối quan hệ giữa lợi ích cá nhân hài hòa tốt đẹp với lợi ích tập thể, của toàn xã hội. Một con người luôn coi sức mạnh tập thể là sức mạnh cá nhân thì tập thể càng rộng lớn bao nhiêu, con người càng đẹp đẽ, cao quý bấy nhiêu.
Ngòi bút hiện thực của Makarenko không hề né tránh miêu tả những cảnh lao động gian khổ của bầy trẻ. Tuy vậy, Bài ca sư phạm rất xứng đáng được xếp vào những tác phẩm thành công nhất về tác dụng giáo dục ý nghĩa sáng tạo của lao động tập thể Xã hội chủ nghĩa. Tính chất lãng mạn của lao động ở đây toát từ hiệu lực lao động trong việc thúc đẩy những Burun, Volokhov… vốn đã quen sống bê tha, bạt mạng vào một nếp sống mới - tập thể và kỉ luật. Lao động tập thể gắn bó những đứa trẻ bụi đời đó lại, phát huy những khả năng của các em lâu nay bị chìm lấp, khơi dậy những năng lực mới, đem tới cho các em những niềm vui lành mạnh, trong sáng.
Tập thể vững mạnh, lao động sáng tạo, kỉ luật chặt chẽ nhưng tự giác - như Makarenko khẳng định - đó là những nhân tố quan trọng nhất trong quá trình rèn luyện nhân phẩm những con người mới. Đó cũng là những yếu tố quan trọng nhất tạo nên hạnh phúc của con người. Cốt truyện tuy được xây dựng trên cơ sở quá trình hình thành, phát triển của toàn trại, nhưng chân dung của tập thể không hề làm mờ nhạt chân dung những cá nhân tiêu biểu của tập thể đó. Trái lại, chính qua những chân dung cá nhân đa dạng, được khắc họa rất sinh động; chúng ta cảm nhận sâu sắc sự biến đổi, trưởng thành của cả tập thể đó.
Nổi bật trong tác phẩm là hình tượng người thuật truyện, cũng chính là người đã tổ chức, lãnh đạo trại trong suốt một thời gian dài. Đó là hình tượng một nhà sư phạm khiêm tốn, hóm hỉnh, nguyện hiến cả cuộc đời mình cho sự nghiệp giáo dục thế hệ trẻ. Những đoạn tái hiện sinh động từng sự kiện, những con người đan xen những lời phát biểu trực tiếp của tác giả về những quan điểm chính trị, giáo dục lúc nồng đượm tình thương yêu đối với con người, lúc tranh luận gay gắt với những quan điểm đối lập, tạo nên giá trị nghệ thuật đặc sắc của Bài ca sư phạm, một trong những tiểu thuyết bàn về giáo dục xuất sắc nhất của văn học Nga thế kỷ XX.

## Chuyển thể
- Bài ca sư phạm (phim, 1955)